# Ficyna
Ficyna jest niespecyficznym enzymem roślinnym pochodzącym z lateksu figowców. Należy do rodziny proteaz znanych jako proteazy cysteinowe, do których należy także papaina, która pochodzi z lateksu papai, bromelina (bromelaina) występująca w świeżych ananasach, a także kalpaina, kaspazy i chymopapaina. Masa molowa ficyny wynosi około 25 000 u. Enzym jest efektywny w zakresie pH = 4-9,5, z optimum wynoszącym pH = 6,5.

## Zastosowanie
Jest to jeden z najczęściej używanych enzymów służących do różnicowania antygenów grup krwi: niszczy antygeny M, N, S, Duffy a i b, a uwydatnia inne. Stosowana jest do produkcji leków enzymatycznych, wykorzystywanych w leczeniu niedoboru enzymów trawiennych w żołądku, podawana doustnie poprawia trawienie. Używana jest także do wyrobu preparatów dermatologicznych